# Caska
Caska (italsky Cissa) je malá vesnice a přímořské letovisko v Chorvatsku v Ličko-senjské župě, postavené na ruinách zaniklého římského města Cissa. Administrativně spadá pod nedaleké město Novalja. Nachází se na ostrově Pag, asi 2 km jihovýchodně od Novalje. V roce 2011 zde trvale žilo celkem 25 obyvatel.

## Historie
Caska je známá jako bohaté a důležité archeologické naleziště jak z doby bronzové, tak z doby římské a z raného středověku. Svým rozsahem je unikátní v celoevropském prostoru. V červnu 2010 tam například byla nalezena kostra dívky s cennými šperky. Před dvěma měsíci také bylo zveřejněno, jak přesně vypadala "Mala od Caske".

## Princezna z Casky
Malá nebo též princezna z Casky byla pohřbena na zalesněném skalnatém kopci Sveti Juraj nad zátokou Caska, na kterém ve starověku stála římská pevnost. Ta byla podle mincovních a keramických nálezů vystavěna přibližně v 6. století našeho letopočtu za císaře Justiniána I., tedy v období, kdy toto území spadalo pod vládu Východořímské říše. V té době již bylo římské město Cissa založené okolo 1. století před Kristem zničeno. Padlo přibližně okolo roku 361 našeho letopočtu za oběť silnému zemětřesení. Cissa patřila římské senátorské rodině Calpurniů, která byla zapletena do vraždy Germanicuse, bratra budoucího císaře Claudia a synovce císaře Tiberia. V této starobylé pevnosti našla spolu s devíti dalšími lidmi svůj hrob i malá princezna z Casky. Byzantská pevnost zanikla až během válek mezi Zadarem a Rabem ve 13. století. Zbytky vztyčených zdí, které zde dnes můžeme vidět, jsou troskami křesťanského kostela svatého Jiří, který však byl vystavěn s použitím kamenů z bývalé pevnosti až ve 14. století a svému účelu sloužil až do začátku 20. století, kdy začal rychle chátrat a zanikl.
Dívka zemřela ve věku přibližně devíti let a dostala nezvykle bohatou hrobovou výbavu. Pohřbena byla v šatech zdobených krajkou. Většina šperků byla na tu dobu obvyklých, nicméně zcela unikátní je její náhrdelník, který zatím nemá obdoby z jiných vykopávek. Náhrdelník je zvláštní, mimo jiné, v tom, že nebyl připevněn sponou kolem krku, ale byl přišit přímo na šaty. Je předmětem dalšího zkoumání aby bylo určeno, z jaké doby a z jakého regionu pochází. Příčinou smrti malé princezny byla s nejvyšší pravděpodobností meningitida. Nemoc dnes běžně léčitelná, ovšem v raném středověku bez antibiotik stoprocentně smrtelná. Nakazila se nejspíš z nepřevařeného ovčího mléka, ostatně přibližně tříměsíční jehně s ní bylo pochováno. Zřejmě šlo o jejího mazlíčka. Během rekonstrukce její tváře bylo zjištěno, že nad horním rtem měla ránu, která se zanítila. S přesností 95,4 % lze říci, že dívka žila mezi roky 886 a 975. Dataci provedla radiokarbonovou metodou z kostí univerzita v německém Kielu. Po ukončení všech výzkumů bude malá princezna i se svými šperky umístěna v městském muzeu Novalja. Zatím (květen 2020) je však stále na zkoumání na akademii věd v Záhřebu.
Mimochodem i název Novalja je římského původu. Pochází z latinského slova navalia, tedy místo pro kotvení a opravy vojenských lodí. Novalja tak zřejmě sloužila jako námořní přístav Cissy, která v té době neměla buď žádný, nebo jen velmi omezený přístup k moři (zato ale měla kvalitní zdroj pitné vody a úrodná pole v okolí). S nejvyšší pravděpodobností byl totiž Pažský záliv v dnešní podobě vytvořen až při katastrofálním zemětřesení okolo roku 361 našeho letopočtu. Proto je taky jeho dno poměrně bahnité. V dávné minulosti šlo o úrodná pole okolo města. Pitná voda z Casky byla dokonce pomocí podzemního akvaduktu (dnes je pojmenován Talijanova buža) přiváděna do Novalji. Ten je z jedné strany zpřístupněn z objektu muzea v Novalji, na druhé straně v Casce ústí poblíž věže Tunera. Téměř v celé délce jej lze projít, některé části jsou však již zříceny. Většina antické Cissy skončila v rozvalinách pod hladinou moře, kde ji lze ještě dnes spatřit i při běžném šnorchlování. Nad hladinou se zachovalo jen několik objektů. Například nekropole, tedy římský hřbitov, jehož zbytky můžeme ještě dnes vidět na konci zálivu Caska směrem k pláži Zrće. V současnosti (rok 2020) je však pohřebiště, které se nachází přímo nad frekventovanou pláží, kvůli ochraně celé zasypáno pískem. Nekropolis, neboli město mrtvých (z řeckého nekros (mrtvý) a polis (město)) obsahuje náhrobky jak otroků Calpurniů, tak svobodných občanů města Cissa. Při archeologickém výzkumu v letech 2003 až 2007 bylo odkryto 44 hrobů z 1. až 4. století. Hroby jsou velmi specifické, podobné zatím nebyly jinde nalezeny. Spálené ostatky mrtvých byly uloženy na dno jámy nad kterou byla vztyčena sedlová střecha pokrytá stejnými střešními taškami jako na římských domech. Se zesnulými byly pohřbeny i jídlo a nápoje, dary a rovněž mince, které byly potřeba k platbě za dopravu do podsvětí přes podzemní řeku Styx. Hroby žen navíc obsahovaly kosmetické předměty a šperky z bronzu, zlata, olova, železa a kostí. Hroby byly označeny náhrobky s latinskými texty. Z nich můžeme číst jména, věk a povolání bývalých obyvatel Cissy. Například víme, že Lucius postavil náhrobní kámen své manželce Viktorii, která se dožila 60 let, nebo že v Cisse byl pohřben Atik, účetní na místním panském sídle. Calpurniové na ostrově rovněž vztyčili několik oltářů zasvěcených římským bohům. Zachoval se z nich jen jeden zasvěcený římské bohyni Bona Dea (což je liburnská bohyně Hea). Na oltáři je dodnes čitelný nápis B(onae) d(eae) dom(inae) Heiae A[ug(ustae)] / triumphali terrae / marisq(ue) dominatric[i] / conservatric[i] / mentiumque bo[n]arum / ac remediorum potenti / deae bene iudicanti / [C]alpurnia L. Pisonis aug(uris) f(ilia) / Cn. Pisonis neptis / d(onum) d(edit). Nachází se v Casce nedaleko věže Tunera (viz níže) na soukromém pozemku. Dále lze navštívit zbytky severních zdí města za věží Tunera a základy hospodářských budov Cissy na protějším mysu Zrće. Větší hospodářský komplex Cissy byl zkoumán na pobřeží nedaleko oltáře. Byl však na soukromém pozemku a po vykopávkách byl uveden do původního stavu, tedy opět zakryt zeminou. Bylo zde nalezeno, mimo jiné, několik skladovacích komor a množství střepů keramiky a mincí.
Římané však nebyli prvními obyvateli ostrova. Již přibližně 5000 let před Kristem, tedy v době bronzové, ostrov obýval ilyrský národ Liburnů, proslulých mořeplavců. Ti zřejmě dali ostrovu jméno Kisa, jež se pak přeneslo do římského jména Cissa, které je poprvé zmíněno jako Cissa Portunata před cca 2000 lety v díle římského historika Plinia. Okolo roku 400 n. l. je pak pod názvem Sissa zakresleno na Peutingerově mapě poblíž města Iader (dnešní Zadar - podobnost se jménem Jadran je v tomto případě čistě náhodná). Centrum liburnského osídlení na Pagu bylo na pahorku Košljen (z latinského castellum, tedy pevnost, tvrz) mezi Caskou a Novaljou. V římské době zde pravděpodobně ještě stály trosky liburnské pevnosti. V současnosti po Liburnech na ostrově mnoho památek nezůstalo. Dodnes lze vidět pouze tumuly (náhrobní mohyly - Liburnové své mrtvé spalovali a pohřbívali v mohylách). Největší tumuly se nachází na mysu Zrće, který odděluje pláž v Casce od pláže Zrće, a taky nedaleko trosek římské pevnosti na návrší Sveti Juraj. Zcela unikátním nálezem pak jsou dva lodní vraky ze zálivu před pláží v Casce, nedaleko za kamennou věží. Větší vrak pochází z doby římské a byl vybaven unikátní kotvou. Kotev tohoto typu se na světě zachovalo jen sedm, včetně té z Casky. Menší vrak je mnohem starší a jde o liburnskou loď. Oba vraky napovídají, že alespoň nějaký menší přístav Cissa přece jen mohla mít. Věž samotná pochází až z 19. století a říká se jí Tunera, protože sloužila jako pozorovatelna tahu tuňáků, které pak rybáři pomocí sítí uzavřeli v zálivu a ve velkém lovili. Záliv před Caskou však zcela jistě ještě všechna tajemství nevydal a vykopávky podmořských archeologů zde budou dále pokračovat.